# Ischnochiton fraternus
Ischnochiton fraternus är en blötdjursart som beskrevs av Thiele 1910. Ischnochiton fraternus ingår i släktet Ischnochiton och familjen Ischnochitonidae.
Artens utbredningsområde är Peru. Inga underarter finns listade i Catalogue of Life.